# Nirwana Tuinfeest

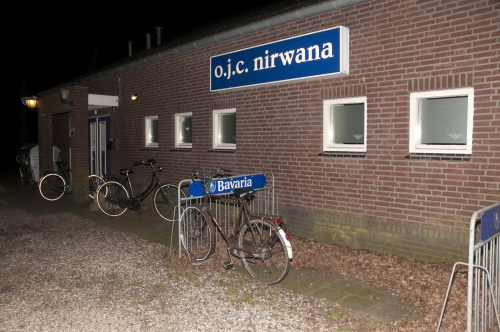
Exterieur van het jeugdhuis (2016)

Nirwana Tuinfeest is een jaarlijks muziekfestival dat sinds de jaren 1970 wordt gehouden in het Noord-Brabantse dorp Lierop. Het tuinfeest werd gestart door jongerencentrum Nirwana en begon in 1972 als een braderie waar wat folkmuziek gespeeld werd. In de daaropvolgende jaren kwam de nadruk van het evenement meer op muziek te liggen en vanaf de jaren 1980 maakte folk plaats voor pop- en rockmuziek. Verschillende nationale en regionale artiesten hebben er opgetreden – zoals Krezip, Rowwen Hèze en de Urban Dance Squad – en het festival trok in 2019 zo'n vijftienduizend bezoekers.
Het driedaagse Nirwana Tuinfeest vindt plaats in het derde weekend van augustus en fungeert als opening voor het activiteitenseizoen van het jongerencentrum. Voor de vrijdag en zaterdag worden kaarten verkocht; op zondag is toegang gratis. Het festival wordt georganiseerd door leden van de jongerensoos en andere vrijwilligers, veelal (oud-)bewoners van het dorp.

## OJC Nirwana
De voor het tuinfeest verantwoordelijke organisatie is OJC Nirwana, een jongerencentrum te Lierop. Het werd in 1970 opgericht en ontwikkelde zich van jongerensoos tot een regionaal poppodium. Behalve tijdens het zomerse tuinfeest worden er ook in de rest van jaar optredens georganiseerd. Noemenswaardige artiesten zijn: Herman Brood, Caro Emerald en De Jeugd van Tegenwoordig.